# Macmillan Inc.
Macmillan Inc. — це в даний час фактично неіснуюча американська видавнича компанія.
Створювалась, як американський підрозділ британського видавництва Macmillan). Залишки оригінального американського Macmillan залишились присутніми підручниками Macmillan/McGraw-Hill в McGraw-Hill Education та в підрозділі корпорації Томсона Гейла — "Macmillan Reference USA".
Німецьке видавництво Holtzbrinck, котре у 1999 році придбало Macmillan UK, в 2001 році придбало більшість прав США на цю назву, а 2007 року здійснило ребрендинг свого американського підрозділу.

## Історія

### Утворення Macmillan USA
Компанія народилася в 1869 році, коли керівництво британського видавництва "Macmillan Publishers" відправило Джорджа Едварда Бретта (англ. George Edward Brett) з Единбурга до США для створення філії в Нью-Йорку британської фірми Macmillan Co., Ltd. Після його смерті в 1890 році його син Джордж (англ. George Platt Brett Sr.) прийняв керівництво і зробив через шість років американський філіал «Macmillan Publishers» автономним.

George Platt Brett Sr. був відомий ще й тим, що був другом та наставником американського письменника Джека Лондона
Джордж П. Бретт-молодший (англ. George Platt Brett Jr.) у листі від 23 січня 1947 року до Даніеля Макміллана з третього покоління Макмілланів-книговидавців про відданість родини Brett американській видавничій галузі зазначив наступне:
|  | Для довідки, мій дід працював у англійця Макміллана продавцем. Він приїхав до Сполучених Штатів зі своєю сім'єю служачи у англійця Макміллана. Але перед смертю, створений ним бізнес оцінювався сумою близько 50 000 доларів. Його заступив. . . мій батько, який врешті-решт заснував The Macmillan Company з Нью-Йорка і створив бізнес на суму близько 9 000 доларів. Я став наступником свого батька, і зараз ми займаємося бізнесом приблизно на 12 000 доларів. Тож, ім’я Бретт та ім’я Макміллан були і є у США синонімами. |

Сім'я Brett контролювала американські офіси Macmillan з моменту їх створення в 1869 р. до початку 1960-х, подібно кільком іншим сім'ям в історії бізнесу США.

### Злиття та банкрутство
Macmillan об'єднався з Crowell Collier Publishing Company в 1961 році. Американське видавництво стало самостійним медіа-гігантом під назвою Macmillan, Inc.
В 1979 році Томас Меллон Еванс придбав великий пакет акцій Macmillan. Потім Macmillan було запропоновано злиття з Mattel та ABC (American Broadcasting Company), яке врешті не відбулося.

Подальші придбання та продажі продовжувались.

В 1991 р. Macmillan в підсумку подав заяву про банкрутство, і його активи були розпродані.

Зрештою в лютому 1994 року Macmillan Inc. було продано компанії Simon & Schuster/Paramount Communications за $552.8 млн.
1998 року Pearson придбав професійно-освітню групу Simon & Schuster (до якої на той час входили різні об'єкти Macmillan) щоб, після певних реорганізацій, створити в Pearson Tech Group підрозділ Pearson Education.

### Holtzbrinck
В 2001 році Гольцбринк придбав більшість прав на ім'я Макміллана у Pearson (не придбавши жодного з підприємств, пов'язаних з ним тоді). 2007 року Holtzbrinck змінив назву свого підрозділу в США

## Автори Macmillan USA
- Джек Лондон
- Рабіндранат Тагор
- Вільям Батлер Єйтс
- Ептон Білл Сінклер
- Марґарет Мітчелл
- Клайв Стейплз Льюїс
- Торстейн Веблен

та інші